# Tabapuã
Tabapuã es un municipio brasileño del estado de São Paulo. La ciudad tiene una población de 11.363 habitantes (IBGE/2010). Tabapuã pertenece a la Microrregión de Catanduva.
Juan Mauricio donó la tierra donde fue construida la capilla de Nuestra Señora de los Remédios. El 22 de agosto de 1907, a través de la Ley Estatal nº 1075, fue creado el Distrito de Paz de Tabapuã, subordinado al municipio de Monte Alto.
El 1911, Tabapuã es elevada a villa.
El 27 de noviembre de 1919, a través de la Ley Estatal nº 1662, Tabapuã es elevada a la categoría de municipio, separado del municipio de Monte Alto. Su instalación ocurrió el 7 de marzo de 1920.

## Geografía
Se localiza a una latitud 20º57'51" sur y a una longitud 49º01'54" oeste, estando a una altitud de 516 metros.

### Hidrografía
- Río de la Onça
- Río Turvo

### Carreteras
- SP-310

### Demografía
Datos del Censo - 2010
Población total: 11.363
- Urbana: 10.519
- Rural: 844
- Hombres: 5.745[5]
- Mujeres: 5.618

Densidad demográfica (hab./km²): 32,88

## Administración
- Prefeita: Maria Felicidade Peres Campos Arroyo (2009/2012)
- Viceprefecto: Sílvio Sartorello